# توماس والش (متزلج جبال)
توماس والش (بالإنجليزية: Thomas Walsh)‏ هو متزلج جبال أمريكي، ولد في 1995 في فيل في الولايات المتحدة.